# David Petraeus
David Howell Petraeus AO (/pɪˈtreɪ.əs/; sinh ngày 7 tháng 11 năm 1952) là một tướng nghỉ hưu của quân đội Mỹ và nhân viên công quyền. Ông giữ chức giám đốc Cục Tình báo Trung ương Hoa Kỳ từ ngày 6 tháng 9 năm 2011, đến khi ông từ chức ngày 9 tháng 11 năm 2012.
Ngày 30 tháng 6 năm 2011, ông được Thượng viện Hoa Kỳ phê chuẩn quyết định bổ nhiệm ông làm Giám đốc thứ 20 của Cục tình báo Trung ương Hoa Kỳ.
Ông từng giữ chức Tổng tư lệnh Lực lượng Đa quốc gia - Iraq từ ngày 26 tháng 1 năm 2007 đến 16 tháng 9 năm 2008. Với tư cách là Tư lệnh Lực lượng Đa quốc gia Iraq, Petraeus giám sát tất cả các lực lượng liên minh tại Iraq. Petraeus là người chiến thắng Giải thưởng của tướng George C. Marshall và tốt nghiệp hàng đầu Cao đẳng Tổng tham mưu và Chỉ huy Quân đội Hoa Kỳ - lớp năm 1983. Sau đó ông nhận được bằng cấp Thạc sĩ Hành chính công (1985) và bằng tiến sĩ (1987) trong các mối quan hệ quốc tế từ Trường công và quan hệ quốc tế Woodrow Wilson tại Đại học Princeton. Sau đó ông làm Trợ lý Giáo sư Quan hệ quốc tế tại Học viện Quân sự Hoa Kỳ và cũng hoàn thành một học bổng tại Đại học Georgetown. Ông có một bằng Cử nhân Khoa học từ Học viện Quân sự Hoa Kỳ - niên khóa 1974 - nơi ông tốt nghiệp bằng sinh viên trường sĩ quan đặc biệt (đứng đầu 5% trong lớp).